# Greta Laurent
Pour les articles homonymes, voir Laurent.
Greta Laurent, née le 3 mai 1992 à Ivrée, est une fondeuse italienne. Elle est spécialiste du sprint.

## Carrière
Née à Ivrée, mais originaire de Gressoney-Saint-Jean, elle fait ses débuts en Coupe du monde en décembre 2011 à Düsseldorf. Ensuite, elle prend part aux Championnats du monde junior à Erzurum, se classant neuvième du sprint.
En décembre 2012, elle inscrit ses premiers points pour la Coupe du monde avec une 26e place au sprint de Canmore. En 2013, elle honore sa première sélection pour des championnats du monde, à Val di Fiemme, se classant 31e du sprint.
Elle passe le cap des demi-finales lors d'une étape du Tour de ski 2013-2014, avec une 11e place au sprint de Lenzerheide.
Elle participe aux Jeux olympiques d'hiver de 2014, à Sotchi, où elle passe les qualifications du sprint pour être éliminée en quarts de finale, obtenant le 26e rang final.
En 2015, elle atteint la finale du sprint aux Championnats du monde des moins de 23 ans, pour arriver sixième.
Aux Championnats du monde 2017 à Lahti, elle est 29e du sprint, tandis qu'aux Jeux olympiques d'hiver de 2018, à Pyeongchang, elle échoue en qualifications de peu (32e). Aussi, cet hiver, elle finit pour la première fois dans le top dix dans la Coupe du monde, avec sa neuvième place au sprint libre de Seefeld. Un an plus tard, au même lieu, elle dispute les Championnats du monde, pour finir 22e du sprint libre. En Coupe du monde, elle récolte cinq places dans le top vingt et amèliore donc son meilleur classement général (53e).
En février 2020, Laurent établit une nouvelle performance de pointe dans l'élite, avec une septième place sur le sprint libre à Åre. Aux Championnats du monde 2021, elle décroche son premier top vingt individuel dans un événement majeur, avec une 19e place sur le sprint.
En 2021, elle se marie avec le fondeur  Federico Pellegrino. Ils s'entraînent à Gressoney-Saint-Jean.
Le 8 avril 2023, elle annonce sa retraite sportive.

## Palmarès

### Jeux olympiques d'hiver
| Épreuve / Édition   | Sprint                           | Sprint                           | 10 km                            | 10 km                            | Skiathlon 2 × 7,5 km | 30 km | Relais | Relais   |
| Épreuve / Édition   | libre                            | classique                        | libre                            | classique                        | Skiathlon 2 × 7,5 km | 30 km | Sprint | 4 × 5 km |
| JO 2014 Sotchi      | 26e                              | Épreuve inexistante à cette date | Épreuve inexistante à cette date | -                                | -                    | -     | -      | -        |
| JO 2018 Pyeongchang | Épreuve inexistante à cette date | 32e                              | —                                | Épreuve inexistante à cette date | —                    | —     | —      | —        |

### Championnats du monde
| Épreuve / Édition           | Sprint                           | Sprint                           | 10 km                            | 10 km                            | Skiathlon 2 × 7,5 km | 30 km | Relais | Relais   |
| Épreuve / Édition           | libre                            | classique                        | libre                            | classique                        | Skiathlon 2 × 7,5 km | 30 km | Sprint | 4 × 5 km |
| Mondiaux 2013 Val di Fiemme | Épreuve inexistante à cette date | 31e                              | —                                | Épreuve inexistante à cette date | —                    | —     | —      | —        |
| Mondiaux 2015 Falun         | Épreuve inexistante à cette date | 37e                              | —                                | Épreuve inexistante à cette date | —                    | —     | —      | —        |
| Mondiaux 2017 Lahti         | 29e                              | Épreuve inexistante à cette date | Épreuve inexistante à cette date | -                                | -                    | -     | -      | -        |
| Mondiaux 2019 Seefeld       | 22e                              | Épreuve inexistante à cette date | Épreuve inexistante à cette date | -                                | -                    | -     | 11e    | -        |
| Mondiaux 2021 Oberstdorf    | Épreuve inexistante à cette date | 19e                              | —                                | Épreuve inexistante à cette date | —                    | —     | 11e    | —        |

Légende :
- : pas d'épreuve
- — : Non disputée par Greta Laurent

### Coupe du monde
- Meilleur classement général : 50e en 2020.
- Meilleur résultat individuel : 17e.

#### Classements en Coupe du monde
| Année     | Classement général final | Classement distance | Classement sprint |
| 2012-2013 | 104e                     |                     | 66e               |
| 2013-2014 | 65e                      |                     | 36e               |
| 2014-2015 | 97e                      |                     | 54e               |
| 2015-2016 | 62e                      |                     | 41e               |
| 2016-2017 | 93e                      |                     | 57e               |
| 2017-2018 | 65e                      |                     | 36e               |
| 2018-2019 | 53e                      |                     | 24e               |
| 2019-2020 | 50e                      |                     | 22e               |
| 2020-2021 | 55e                      |                     | 22e               |

### Coupe OPA
- 3 podiums.